# Green Bay (zatoka na zachód od LaHave Islands)
Green Bay – zatoka (ang. bay) w kanadyjskiej prowincji Nowa Szkocja, w hrabstwie Lunenburg, na zachód od wysp LaHave Islands; nazwa urzędowo zatwierdzona 2 lipca 1953.